# فضل کچه
فضل کچه (به انگلیسی: Fazal Katchh) یک شهرک در پاکستان است که در ناحیه دیره غازی خان واقع شده‌است.